# 方方 (心理学家)
方方，北京大学心理学系主任、教授，主要从事心理物理学等方面的研究工作。入选中华人民共和国教育部2011年度"长江学者"特聘教授。曾就读于北京大学心理学系和智能科学系。